# Сулпиций Север
Сулпиций Север (на латински: Sulpicius Severus; * 363, Аквитания; † 420/425, Южна Галия) e римски писател и историк.
Произлиза от патрицианската фамилия Сулпиции. След смъртта на съпругата си отива в манастир.
Написал е световната история Chronicorum Libri duo oder Historia sacra от началото до 400 г. Познава се много добре със Свети Мартин от Тур († 397) и пише неговата биография.